# Алтефер
Алтефер (њем. Altefähr) општина је у њемачкој савезној држави Мекленбург-Западна Померанија. Једно је од 42 општинска средишта округа Риген. Према процјени из 2010. у општини је живјело 1.253 становника. Посједује регионалну шифру (AGS) 13061001.

## Географија
Алтефер се налази у савезној држави Мекленбург-Западна Померанија у округу Риген. Општина се налази на надморској висини од 3 метра. Површина општине износи 20,6 km².

## Становништво
У самом мјесту је, према процјени из 2010. године, живјело 1.253 становника. Просјечна густина становништва износи 61 становник/km².